# Отречение Эдуарда VIII

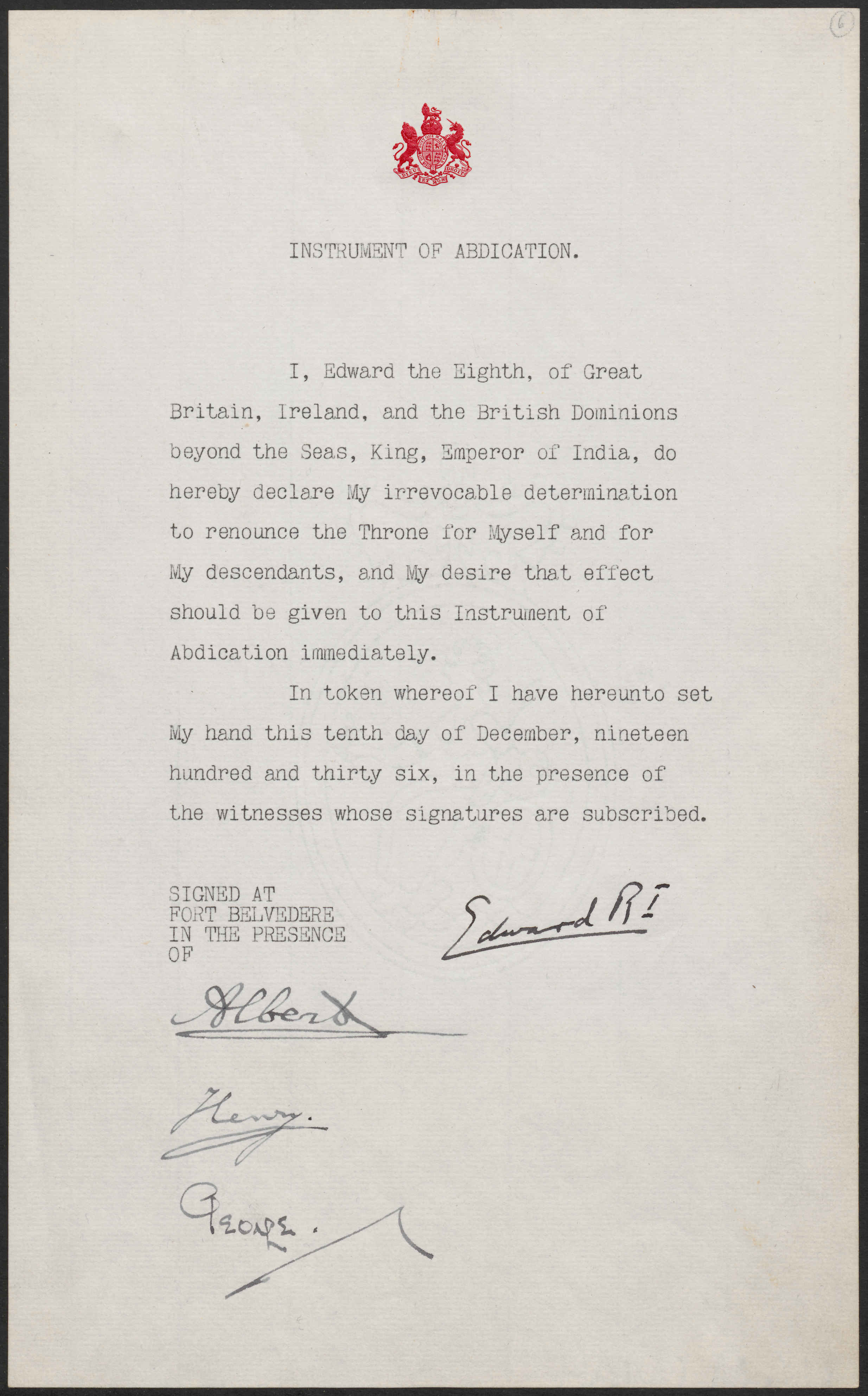
Акт об отречении, подписанный Эдуардом VIII и тремя его братьями

Отречение от престола короля Великобритании Эдуарда VIII произошло 10 декабря 1936 года и ознаменовало завершение длительного конституционного кризиса, разразившегося в Британской империи в том году. Начало этому кризису положило заявление Эдуарда о намерении вступить в брак со светской львицей, гражданкой США Уоллис Симпсон, которая на тот момент была разведена со своим первым мужем и пыталась добиться развода со вторым.
Правительства Великобритании и её доминионов выступили решительно против этого брака по многим причинам, в том числе религиозным, юридическим, политическим и моральным. Будучи британским монархом, Эдуард был номинальным главой англиканской церкви, законы которой не позволяли разведённым вновь вступать в брак, если их бывшие супруги пребывали в числе живых. Таким образом, по закону он не мог жениться на Симпсон и при этом остаться на троне, а Симпсон не подходила на роль королевы-супруги по причине двух её предыдущих браков. Большая часть политической элиты полагала, что Симпсон руководила любовь к деньгам, а не любовь к королю, в то время как Эдуард настаивал на искренности своих чувств и намеревался вступить с ней в брак, независимо от того, дадут ли на это разрешение высшие политические деятели страны.
Однако всеобщее нежелание общества принять Симпсон в качестве королевы-консорта и отказ Эдуарда оставить Симпсон привели к тому, что 10 декабря 1936 года он отрёкся от британского престола. На трон взошёл его младший брат Альберт, принявший имя Георга VI, а Эдуард принял титул Его королевского высочества герцога Виндзора. В 1937 году он женился на Уоллис Симпсон, с которой прожил вплоть до своей смерти в 1972 году.

## Знакомство Эдуарда и Уоллис Симпсон

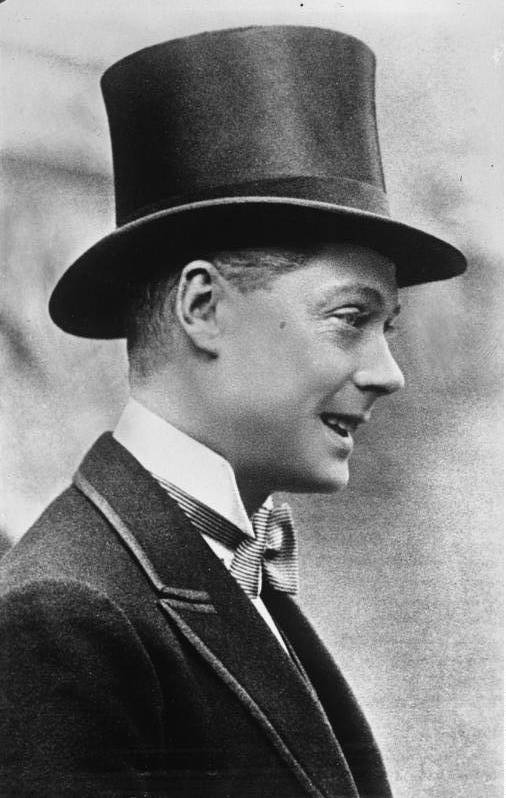
Принц Уэльский Эдуард в 1932 году

В январе 1931 года леди Фюрнесс представила принцу Уэльскому Эдуарду гражданку США Уоллис Симпсон, которая на тот момент состояла в своём втором браке с британским предпринимателем Эрнестом Олдричем Симпсоном. Её первым мужем был лётчик ВМС США Эрл Уинфилд Спенсер-младший, с которым она развелась в 1927 году. Принято считать, что в 1934 году Эдуард и Уоллис вступили в интимные отношения, в то время как леди Фюрнесс, также состоявшая в отношениях с принцем, навещала родственников в Америке. Тем не менее Эдуард в разговоре со своим отцом, королём Георгом V отрицал факт интимных отношений с Симпсон и требовал не называть её своей любовницей. Отношения Эдуарда с родителями были и до этого непростыми, а после знакомства с Симпсон ухудшились ещё больше. Хотя в 1935 году Георг V и его супруга королева Мария впервые встретились с Уоллис Симпсон в Букингемском дворце, в дальнейшем они отказывали ей в приёмах. Специальный отдел полиции метрополии организовал тайную слежку за Эдуардом и Уоллис, составляя отчёты об их личных отношениях; также в полиции одновременно вели тайное расследование личной жизни Симпсон, пытаясь выяснить личность её некоего «тайного любовника». С учётом репутации Симпсон её влияние на Эдуарда вызывало серьёзную обеспокоенность среди британской элиты.
20 января 1936 года Эдуард VIII сменил на троне своего умершего отца, в связи с чем Симпсон стала появляться чаще на официальных мероприятиях в качестве приглашённого лица. Хотя её имя регулярно появлялось в циркуляре двора, имя её мужа при этом отсутствовало. Летом того же года король нарушил традицию и не посетил замок Балморал, а вместо этого отправился с Симпсон на борту яхты «Нахлин» в круиз по Восточному Средиземноморью. Этот круиз был широко освещён в американской и континентальной европейской печати, в то время как британская пресса проигнорировала этот факт. Канадцы и пребывавшие за границей британцы, читавшие иностранную прессу, были весьма шокированы освещением этого события в печати. В октябре в высших кругах британского общества и за границей начали ходить слухи о том, что Эдуард намерен при первой же возможности вступить в брак в Симпсон, как только она разведётся. Премьер-министр Стэнли Болдуин впервые поднял тему вопроса брака Эдуарда и Уоллис 20 октября на встрече с королём, однако об этом парламенту стало известно только в декабре. В конце месяца Уоллис подала заявление на развод, а американская пресса заявила о том, что брак между Эдуардом и Уоллис является лишь вопросом времени. Это сообщение вызвало в британском обществе скандал.
13 ноября личный секретарь короля барон Хардинг отправил ему письмо с предупреждением, о котором знали наиболее влиятельные члены правительства и, возможно, даже помогли составить его черновик.

Замалчивание британской прессой факта дружбы Вашего Величества с миссис Симпсон не будет бесконечным […] Судя по письмам от британских подданных, проживающих за рубежом в государствах, где у прессы развязан язык, эффект будет пагубным.
Оригинальный текст (англ.)The silence in the British Press on the subject of Your Majesty's friendship with Mrs Simpson is not going to be maintained ... Judging by the letters from British subjects living in foreign countries where the Press has been outspoken, the effect will be calamitous.

В понедельник, 16 ноября, король пригласил премьер-министра Стэнли Болдуина в Букингемский дворец и заявил о своём намерении жениться на Симпсон. Болдуин возразил монарху, что в народе не примут подобный брак, и заявил буквально следующее: «…Королева станет королевой страны. Следовательно, при выборе королевы должен быть учтён голос народа» (англ. ... the Queen becomes the Queen of the country. Therefore in the choice of a Queen the voice of the people must be heard). Мнение Болдуина разделял и бывший премьер-министр Австралии, позже высокий комиссар страны в Лондоне Стэнли Брюс. Брюс встретил Хардинга в день отправки названного письма королю, и они вместе направили ещё одно письмо, но уже в адрес Болдуина, выразив свой ужас от идеи брака между королём и Симпсон.
Британская пресса хранила молчание до 1 декабря 1936 года, когда Альфред Блант, епископ Бредфорда выступил с речью на собрании своей епархии, заявив о том, что король нуждается в божественной благодати: «Мы надеемся, что он знает, в чём нуждается. Некоторым из нас нужны более весомые доказательства его осведомлённости» (англ. We hope that he is aware of his need. Some of us wish that he gave more positive signs of his awareness). Это заявление появилось на первых полосах газет 3 декабря как первый комментарий со стороны официального лица. Когда к епископу обратились за разъяснениями, то он ответил, что в то время ничего не слышал о миссис Симпсон. Он объяснил, что в своей речи выражал беспокойство по поводу того, что король перестал регулярно посещать церковные службы. По совету приближённых к Эдуарду людей Симпсон два дня спустя покинула Великобританию и отправилась на юг Франции, чтобы скрыться от глаз прессы. И она, и король были сильно огорчены разлукой, однако Эдуард пообещал Уоллис не бросать её.

## Возражения против брака

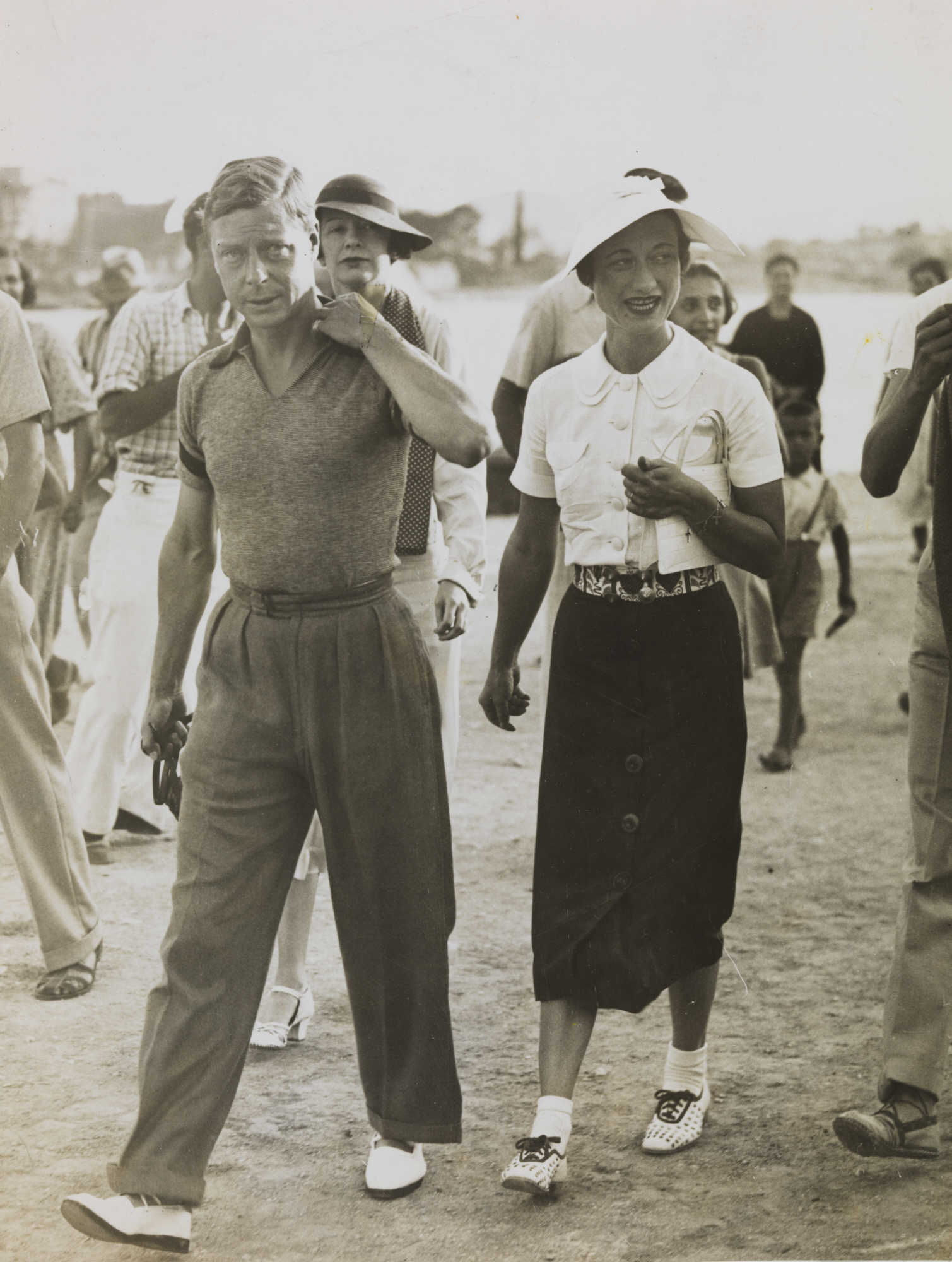
Король Эдуард VIII и Уоллис Симпсон в отпуске на балканском побережье Средиземного моря 1936

Возражения против брака короля классифицировались по нескольким направлениям. В обществе в целом относились достаточно положительно к намерениям модернизировать монархию и сделать её более доступной, однако высшие круги британского общества воспринимали подобную идею резко негативно. Британских аристократов огорчало то, что Эдуард пренебрегал традициями и церемониями, но их ещё больше оскорбляло то, что он игнорировал принятые социальные нормы и нравы.

### Социальные и моральные
Члены правительства и королевская семья считали, что происхождение и личные качества Уоллис Симпсон не позволяли ей стать королевой. В обществе о ней ходили многочисленные слухи и инсинуации: некоторые из этих слухов приводятся в дневниках Вирджинии Вулф. Матери Георга, королеве Марии говорили, что Симпсон якобы установила некий сексуальный контроль над Эдуардом и избавила его от некоей сексуальной дисфункции благодаря практике, изученной в китайском борделе. Подобную точку зрения отчасти разделял доктор Алан Дон, капеллан архиепископа Кентерберийского, который писал о наличии у короля неких сексуальных проблем, из-за которых он оказался под контролем миссис Симпсон. Даже официальный биограф Эдуарда Филип Зиглер писал, что здесь мог иметь место случай садомазохистских отношений, при которых Эдуард получал «удовольствие от презрения и издевательства» (англ. the contempt and bullying) со стороны Симпсон.
В отчёте за июль 1935 года детективы полиции, осуществлявшие наблюдение за Симпсон, сообщили, что она, формально встречаясь с Эдуардом, вступала в отношения с женатым автомехаником и дилером компании Ford Motor Company по имени Гай Маркус Трандл (англ. Guy Marcus Trundle). Предполагается, что эту информацию получили представители британской элиты, в том числе и члены королевской семьи. Американский посол в Британии Джозеф Кеннеди-старший называл Симпсон «шлюхой», а его жена Роуз и вовсе отказалась с ней отобедать. Утверждалось, что Уоллис вступила в отношения с Эдуардом исключительно из-за денег: так, его шталмейстер Джон Эйрд (англ. John Aird) утверждал, что она обязательно бросит его, а находившийся на посту канцлера казначейства Невилл Чемберлен в своём дневнике назвал её «абсолютно бессовестной женщиной» (англ. an entirely unscrupulous woman), которая использовала Эдуарда в своих целях и разорила его, оставив без денег и драгоценностей.
В межвоенные годы американо-британские отношения были крайне напряжёнными: большинство британцев не желали видеть американку в качестве королевы-консорта, а некоторые представители британского высшего общества и вовсе относились к американцам высокомерно, считая их социально неполноценными. В то же время американская общественность и подавляющая часть американской прессы приветствовали брак.

### Религиозные и правовые
Согласно законам, британский монарх является номинальным главой англиканской церкви, поэтому должен исповедовать англиканскую веру. Во время правления Эдуарда VIII Церковь Англии запрещала разведённому человеку венчаться в церкви до смерти предыдущего супруга: этот запрет был подтверждён в 1935 году, и об этом королю напоминал архиепископ Кентерберийский Космо Гордон Лэнг. Желание Эдуарда жениться на Уоллис Симпсон, оба предыдущих мужа которой были ещё живы на тот момент, противоречило не только учению Церкви Англии, но и положению Верховного главы англиканской церкви.
Первый развод Симпсон, состоявшийся в США на основании «эмоциональной несовместимости» (англ. emotional incompatibility), не был признан англиканской церковью и не мог быть признан английскими законами в случае оспаривания в английских судах. В то время церковь и английские законы признавали в качестве оснований для развода исключительно супружескую измену. В соответствии с этим аргументом второй и третий браки Симпсон рассматривались как двоемужие, поэтому считались недействительными. В 1937 году, сразу после бракосочетания Уоллис и отрёкшегося от престола Эдуарда в Великобритании был принят новый Акт о супружеских отношениях, которым разрешались и признавались на законодательном уровне разводы.

### Политические

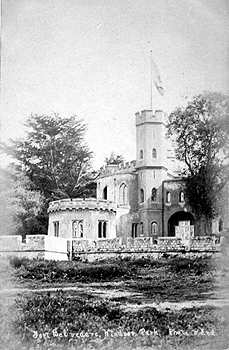
Форт-Бельведер, графство Суррей резиденция Эдуарда в Большом Виндзорском парке

Когда король Эдуард посетил несколько шахтёрских посёлков в Уэльсе, пострадавших от последствий Великой депрессии, то заявил буквально следующее: «Нужно что-то сделать» (англ. Something must be done). Этот комментарий вызвал беспокойство среди ряда избранных политиков, которые опасались, что государь, вопреки сложившимся принципам конституционной монархии, начнёт активно вмешиваться в политику. Лорд-председатель Совета Рамсей МакДональд в своём дневнике назвал это неприемлемым, в то время как в Уэльсе популярность Эдуарда после брошенной им фразы выросла. В то же время в Шотландии его популярность резко снизилась после того, как он отказался участвовать в церемонии открытия нового крыла Абердинского королевского госпиталя, сославшись на то, что находится в трауре по своему отцу. Однако уже на следующий день в газетах появились фотографии находившегося в отпуске короля: как оказалось, он искал всего лишь предлог для очередной встречи с Симпсон.
Ещё будучи принцем Уэльским, Эдуард публично называл окружных советников Лейбористской партии «чудаками» (англ. cranks) и выступал с речами, которые шли вразрез с проводимой правительством политикой. Став королём, он продолжал игнорировать советы министров: в частности, он не поддержал введение санкций против Италии в связи с её вторжением в Эфиопию, отказался принять низложенного эфиопского императора Хайле Селассие и не выступил в поддержку дальнейшего укрепления Лиги Наций.
Беспокойство министров по поводу предстоящего брака усилилось после того, как им поступила информация о том, что Симпсон якобы является агентом разведки гитлеровской Германии. Министерство иностранных дел Великобритании благодаря утечке информации заполучило доступ к депешам германского посла в Великобритании Иоахима фон Риббентропа, в которых тот со всей уверенностью утверждал, что попытка расстроить свадьбу Эдуарда и Уоллис была мотивирована желанием «уничтожить прогерманские силы, действующие через миссис Симпсон». Ходили слухи, что у Симпсон есть доступ к конфиденциальным правительственным сообщениям, которые приходили на имя Эдуарда, но оставлялись им безо всякого надзора в Форт-Бельведер. Уже во время процедуры отречения Эдуарда от престола охранники Симпсон, находившейся тогда во Франции, отправляли доклады на Даунинг-стрит, в которых высказывались предположения, что Симпсон может «сбежать в Германию».
В 2002 году было обнародовано содержание рассекреченных документов ФБР, подготовленных после отречения Эдуарда VIII и содержавших ряд серьёзных обвинений в адрес Симпсон. В частности, её обвиняли в том, что в 1936 году Симпсон, будучи возлюбленной Эдуарда, вступила в интимные отношения с фон Риббентропом: тот якобы посылал ей по 17 гвоздик в день, по одной за каждую проведённую вместе ночь. Источником подобных заявлений был монах одного из бенедектинских монастырей США отец Одо, до пострига известный как Карл Александр, герцог фон Вюртемберг, который находился в дальнем родстве с королевой Марией.

## Рассмотрение вариантов действий

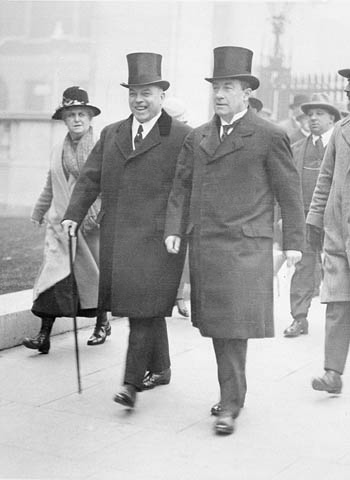
Премьер-министр Канады Маккензи Кинг (слева) и премьер-министр Великобритании Стэнли Болдуин (справа) в 1926 году

### Реакция правительств доминионов
После многочисленных слухов и споров в британской элите закрепилось мнение, что Уоллис Симпсон не может стать королевой-консортом. 16 ноября 1936 года в разговоре с королём премьер-министр Стэнли Болдуин заявил Эдуарду, что большинство подданных Великобритании выступают против его идеи женитьбы на Симпсон. Более того, он предупредил короля, что если тот вопреки советам министров примет решение о женитьбе, то правительство уйдёт в отставку в полном составе. Однако король дал следующий ответ Болдуину, крайне встревожив его прямым намёком на возможное отречение:

Я намереваюсь жениться на миссис Симпсон, как только она станет свободной […] если Правительство выступит против брака (а премьер-министр предоставил мне основания, что оно так и поступит), то тогда я готов уйти.
Оригинальный текст (англ.)I intend to marry Mrs Simpson as soon as she is free to marry ... if the Government opposed the marriage, as the Prime Minister had given me reason to believe it would, then I was prepared to go.

Болдуин прекрасно осознавал, что Симпсон не может стать королевой и заключённый с ней брак будет морганатическим (она и её дети не будут носить какие-либо титулы), однако он в то же время понимал, что окончательное решение будет приниматься Эдуардом и он не откажется от своих намерений. В итоге премьер-министр предложил провести слушания по трём вариантам дальнейших действий Эдуарда:
1. Королевский брак Эдуарда и Симпсон — она становится королевой.
2. Морганатический брак Эдуарда и Симпсон — она не становится королевой, получая вместо этого титул, носимый по обычаю[англ.].
3. Отречение Эдуарда и отстранение от наследования любых возможных его потомков, что позволит ему принять любые решения о браке без последующих конституционных осложнений.

Второй вариант имел прецеденты в Европе: в частности, подобный поступок совершил прадед Эдуарда, герцог Александр Вюртембергский, но в истории британской конституционной монархии такого ещё не было. 25 ноября Эдуард VIII предложил провести слушания по возможности морганатического брака на уровне британского правительства и правительств британских доминионов. Премьер-министры пяти доминионов (Австралия, Канада, Новая Зеландия, Южная Африка и Ирландия) провели совещания: большинство из них констатировало, что «альтернативы третьему варианту нет». Премьер-министр Канады Маккензи Кинг, премьер-министр Австралии Джозеф Лайонс и премьер-министр Южной Африки Джеймс Герцог выступили против первого и второго вариантов. Если Кинг пожелал Эдуарду поступить «так, как ему подсказывает сердце» (англ. what he believed in his own heart was right), то правительство Канады просило Эдуарда поставить своё чувство долга выше чувству к Симпсон. Генерал-губернатор Канады лорд Твидсмур объявил, что канадский народ питает глубокую привязанность к королю, но канадская общественность будет оскорблена, если Эдуард вступит в брак с разведённой женщиной. Премьер-министр Новой Зеландии Майкл Сэвидж отверг первый вариант, но посчитал возможным реализацию второго варианта. Председатель исполнительного совета Ирландии Имон де Валера заявил, что Ирландское свободное государство как католическая страна не признаёт разводов, и предположил, что если британский народ не примет Уоллис Симпсон, единственным возможным выходом для Эдуарда станет отречение.

### Роль Уинстона Черчилля и выступления в пользу Эдуарда
24 ноября Стэнли Болдуин проконсультировался с тремя ведущими оппозиционными политиками Британии — главой оппозиции Клементом Эттли, лидером либералов сэром Арчибальдом Синклером и Уинстоном Черчиллем. Синклер и Эттли согласились с неприменимостью первых двух вариантов. Хотя Черчилль обещал оказать поддержку правительству, но не сделал этого. Ещё в июле он посоветовал адвокату короля Уолтеру Монктону выступить против идеи развода, но его совет был проигнорирован. Когда скандал стал достоянием общественности, Черчилль стал давить на короля и на Болдуина, требуя от них не принимать решений до тех пор, пока не будут проведены консультации с парламентом и народом. В личном письме редактору газеты The Times Джеффри Доусону Черчилль внушал, что задержка будет выгодна и поможет выиграть время, за которое король мог бы разлюбить Симпсон. Однако Болдуин отказался от затягивания времени: предполагается, что он рассчитывал быстро решить вопрос. Сторонники короля и вовсе обвиняли Болдуина, Джеффри Доусона и архиепископа Лэнга в заговоре; также предполагается, что королевский врач Бертран Доусон был участником плана, по которому Болдуина планировали отправить в отставку на основании сердечной болезни (после получения показаний электрокардиограммы о наличии шумов в сердце Болдуин действительно ушёл в отставку).
В поддержку короля выступали самые разные силы и политики, не относившиеся к основным партиям — среди них были и Уинстон Черчилль, и глава Британского союза фашистов Освальд Мосли, и Коммунистическая партия. Дэвид Ллойд Джордж, несмотря на свою неприязнь к Симпсон, также поддерживал короля, однако не мог сыграть никакой роли в разрешении кризиса, поскольку в это время находился на Ямайке со своей личной секретаршей и любовницей Фрэнсис Стивенсон (англ. Frances Stevenson). В начале декабря распространились слухи о том, что Черчилль возглавит образованную «Партию Короля» (англ. King's Party), куда войдут сторонники монарха, однако никаких согласованных усилий по организации движения не было предпринято, так как Черчилль и не собирался становиться его главой. Тем не менее это сильно ударило по репутации короля и Черчилля, поскольку члены парламента были напуганы перспективами вмешательства короля в политику.
В письмах и дневниках представителей рабочего класса и отставных военнослужащих в целом звучали слова в поддержку короля, в то время как представители среднего класса и элиты преимущественно негодовали и возмущались. Явно выступили против брака такие газеты, как The Times, The Morning Post, Daily Herald и издания, владельцем которого был лорд Кемсли (в том числе The Daily Telegraph). В поддержку брака выступили газеты Daily Express (владелец — лорд Бивербрук) и Daily Mail (владелец — лорд Ротермир). Сам Эдуард VIII заметил, что в его поддержку высказались газеты тиражом 12,5 млн экземпляров, а против него — газеты тиражом 8,5 млн экземпляров.

### Подготовка радиообращения
2 октября Болдуин передал королю все ответы от министров доминионов и членов британского правительства, а 3 декабря состоялась очередная встреча Эдуарда с Болдуином, которую назвали «напряжённой». При поддержке Черчилля и лорда Бивербрука Эдуард решил обратиться к народу с радиовыступлением в эфире Би-би-си и разъяснить ситуацию. В тексте обращения, который предложил король, упоминалось о старинном обычае монархов обращаться к народу, а сам Эдуард намеревался напомнить своим слушателям, что является тем же человеком, чьим девизом является «Ich Dien» (нем. Я служу). В своей речи он собирался сказать буквально следующее:

Ни миссис Симпсон, ни я никогда не настаивали на том, что она должна быть королевой. Всё, чего мы желаем — это то, чтобы наша счастливая семейная жизнь принесла моей жене соответствующие титул и достоинство. Поэтому теперь я могу убедить вас в том, что считаю лучшим уйти на некоторое время, чтобы вы могли спокойно и хладнокровно, но без долгой задержки, подумать над тем, что я сказал.
Оригинальный текст (англ.)Neither Mrs. Simpson nor I have ever sought to insist that she should be queen. All we desired was that our married happiness should carry with it a proper title and dignity for her, befitting my wife. Now that I have at last been able to take you into my confidence, I feel it is best to go away for a while, so that you may reflect calmly and quietly, but without undue delay, on what I have said.

Однако Болдуин запретил произносить подобные слова, поскольку это шокировало бы многих людей и стало бы серьёзным нарушением конституционных принципов. По законам, монарх мог действовать только с разрешения совета министров и только по их рекомендациям. Пытаясь найти в народе поддержку в борьбе против правительства, Эдуард пошёл вопреки имевшим обязательную силу советам министров и захотел выступить как частное лицо. Министры опасались, что Эдуард мог таким образом не просто высказать своё презрение к конституционным нормам, но и поставить под угрозу политическую нейтральность короны. В итоге король осознал, что жениться на Симпсон и сохранить при этом трон для него не предоставлялось возможным, а его просьба выступить с радиообращением к империи и предоставить свою точку зрения на события была отвергнута. 5 декабря он принял окончательное решение и выбрал третий из предлагаемых Болдуином вариантов — отречение от престола. О намерениях короля Болдуин сообщил депутатам парламента 7 декабря.
В 2013 году секретариат Управления кабинета рассекретил документы, в которых утверждалось, что не раньше 5 декабря 1936 года министр внутренних дел сэр Джон Саймон приказал Почтовой службе Британии, контролировавшей британскую телефонную службу, поставить на прослушку телефоны Эдуарда и обеспечить прослушивание всех телефонных переговоров между Форт-Бельведером и Букингемским дворцом, а также звонков в Континентальную Европу.

### Бракоразводный процесс Симпсон
27 октября 1936 года проходило слушание по бракоразводному процессу Уоллис Симпсон. Её адвокат Джон Теодор Годдард опасался того, что в дело могут вмешаться «патриотически настроенные» граждане, которые попытаются запустить правовой механизм, блокирующий развод; он предполагал, что их вмешательство окажется успешным. В судах не признавался развод по обоюдному согласию, и в таком случае дело сводилось к разводу по вине Эрнеста Симпсона, при котором Уоллис являлась потерпевшей. Дело могло провалиться, если бы кто-нибудь из свидетелей дал показания о вступлении супругов Симпсон в сговор, а их супружеская неверность была лишь имитацией, позволившей бы Уоллис затем выйти замуж за другого человека. 7 декабря король узнал, что Годдард собирался отправиться на юг Франции и встретиться с Уоллис Симпсон, после чего тут же вызвал его к себе и запретил ему уезжать, опасаясь посеять сомнения у Симпсон. После этой аудиенции Годдард тут же направился на Даунинг-стрит и встретился с Болдуином, после чего получил билет на рейс в Канны.
Во время своего визита Годдард объяснил Симпсон, что возможное вмешательство граждан может оказаться успешным для них. В своих воспоминаниях он утверждал, что видел свой долг в том, чтобы убедить Симпсон отозвать поданное ею заявление на развод. Симпсон отказалась забирать заявление, но вместе с Годдардом дозвонилась до Эдуарда и сообщила ему, что готова отказаться от брака с ним, чтобы он не отрекался от престола. Однако к тому моменту Эдуард уже принял окончательное решение отречься от престола, невзирая на то, состоится ли его брак с Симпсон или нет. Осознавая приближение момента отречения от престола, Годдард констатировал:

[Моя] клиентка готова была пойти на всё, чтобы облегчить ситуацию, но воля другой стороны [Эдуарда VIII] уже была определена.
Оригинальный текст (англ.)[my] client was ready to do anything to ease the situation but the other end of the wicket [Edward VIII] was determined.

В связи с тем, что у Годдарда были проблемы с сердцем и он до этого не летал на самолётах, адвокат попросил своего доктора Уильяма Кирквуда (англ. William Kirkwood) сопровождать его в поездке. Поскольку Кирквуд работал в роддоме, в прессе появилось ошибочное мнение о беременности Симпсон или даже попытке аборта: пресса с азартом писала, что адвокат летел в компании гинеколога и анестезиолога, хотя последний на самом деле был секретарём Годдарда.

## Процедура отречения и радиообращение

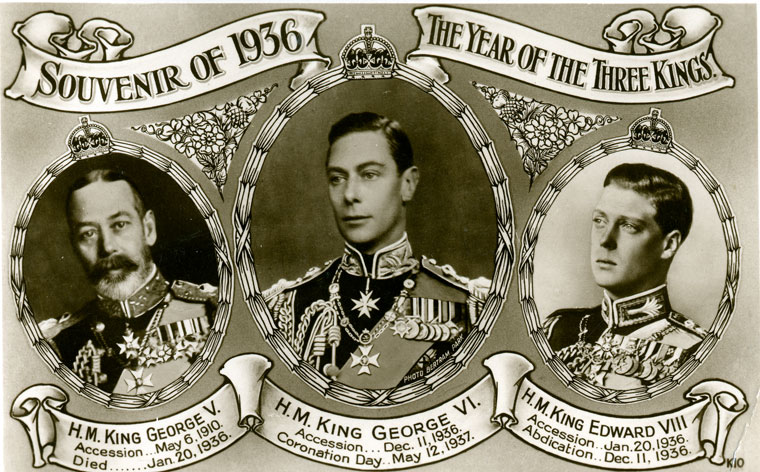
Почтовая карточка 1936 года «Год трёх королей» (The Year of the Three Kings)

10 декабря 1936 года в Форт-Бельведер Эдуард VIII подписал заявление о своём отречении от престола в 15 экземплярах, которые были заверены его тремя младшими братьями: Альбертом, сменившим Эдуарда на троне и позже коронованным как Георг VI; принцем Генри, герцогом Глостерским; и принцем Георгом, герцогом Кентским. На следующий день уведомление вступило в законную силу после того, как Парламентом был издан акт об отречении. В подписанном заявлении об отречении Эдуард VIII заявил о невозможности исполнения им обязанностей монарха в текущих обстоятельствах и выразил надежду, что его отказ от трона окажется только на пользу Великобритании. Текст отречения Эдуарда был зачитан Уинстоном Черчиллем в Палате общин вечером того же дня: в своей речи Черчилль подчеркнул, что Эдуард принял решение об отречении по собственной воле, сделав всё зависящее от себя, чтобы сохранить действовавший в стране конституционный строй. Согласно нововведениям, вступившим в силу в рамках Вестминстерского статута 1931 года, единая корона империи была заменена на множество корон по одной для каждого доминиона, а титул единого монарха оставался в рамках Британского содружества наций. Хотя правительство Великобритании настоятельно рекомендовало доминионам сразу же принять решение метрополии, каждый из доминионов в итоге самостоятельно принимал решение об одобрении отречения Эдуарда.
В соответствии с Вестминстерским статутом, принятый парламентом Акт мог обрести законодательную силу в других доминионах с их одобрения. В частности, это решение поддержали не только парламент Австралии, находившийся тогда на сессии, но и правительства Канады, Южной Африки и Новой Зеландии, хотя в этих трёх странах парламенты ушли на каникулы. Правительство Ирландского свободного государства решило воспользоваться возможностью, возникшей в ходе конституционного кризиса, и сделало важный шаг на пути к установлению республиканской формы правления. 11 декабря им была принята поправка в конституцию Ирландии, согласно которой из текста удалялись любые упоминания британской короны, а также упразднялся пост генерал-губернатора Ирландского Свободного государства. 12 декабря Ирландское свободное государство выпустило Акт о внешних сношениях, признав отречение Эдуарда VIII: фактически Эдуард VIII в течение суток был только королём Ирландии, в то время как его брат Альберт, будущий король Георг VI, уже стал королём Великобритании и других доминионов. В Канаде символическим подтверждением отречения Эдуарда от престола стал Акт о престолонаследии, а в Южной Африке был принят Акт об отречении Его Величества короля Эдуарда VIII, в соответствии с которым отречение вступало в силу 10 декабря. Таким образом, датами отречения в разных странах Содружества считались сразу три дня.
11 декабря 1936 года Эдуард, находясь в Виндзорском замке, выступил с официальным радиообращением в эфире Би-би-си. К тому моменту он уже не был королём: генеральный директор BBC, радиоведущий сэр Джон Рейт представил его как «Его королевское высочество принц Эдуард» (англ. His Royal Highness Prince Edward). В 21:00 по Гринвичу Рейт оперативно сообщил радиодиктору Харману Грайзвуду (англ. Harman Grisewood) о том, что готовится выступление короля Эдуарда VIII: в связи с этим была прервана шедшая в эфире программа Comic Opera. Официально обращение прозвучало в 22:01 по Гринвичу: хотя сотрудники архивного отдела Би-би-си многие годы утверждали, что записи обращения Эдуарда не сохранилось, её всё же удалось найти. Текст официального обращения был обработан Черчиллем, а тон был смягчён. В своём обращении Эдуард сказал, что не может исполнять свои обязанности монарха без поддержки любимой женщины:

Но вы должны поверить моим словам о том, что я считаю невозможным нести тяжёлое бремя ответственности и исполнять свои обязанности короля так, как мне хотелось бы, без помощи и поддержки женщины, которую я люблю.
Оригинальный текст (англ.)But you must believe me when I tell you that I have found it impossible to carry the heavy burden of responsibility and to discharge my duties as King as I would wish to do without the help and support of the woman I love.

Правление Эдуарда продолжалось 327 дней, став самым коротким правлением среди британских монархов после правления леди Джейн Грей, бывшего 380 лет тому назад. На следующий день после радиообращения он уехал в Австрию.

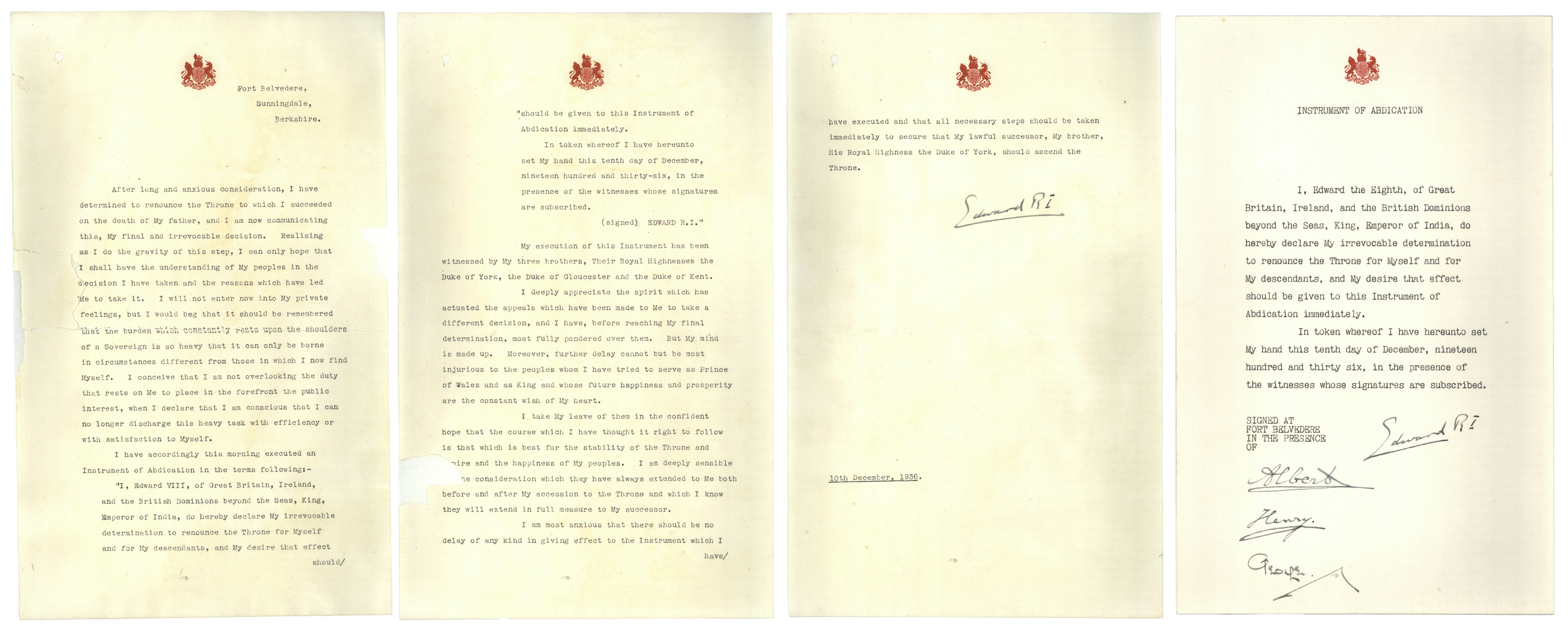
Полный текст отречения Эдуарда VIII

## После отречения

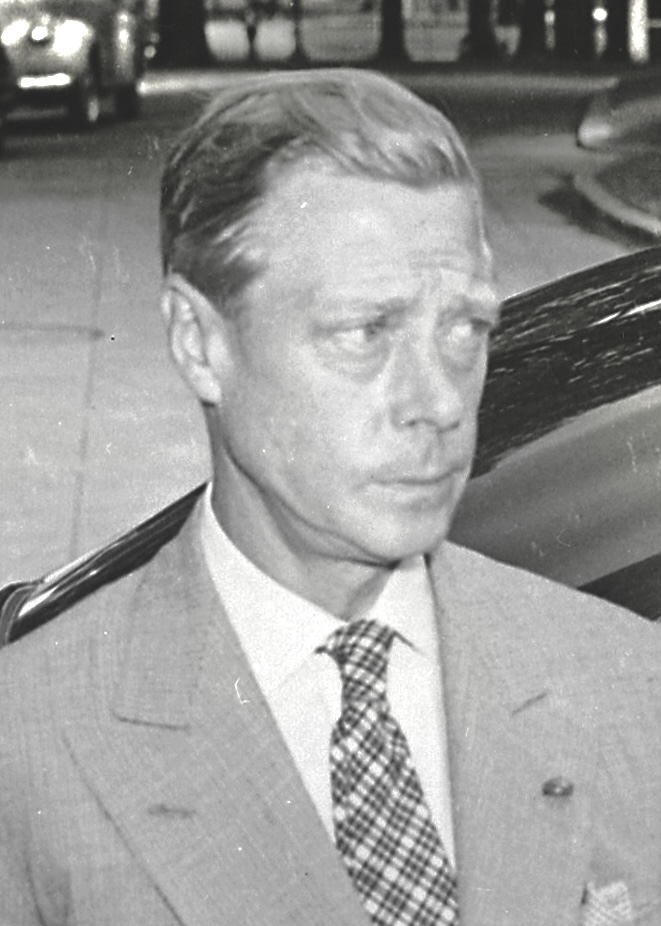
Эдуард, герцог Виндзор в 1945 году

12 декабря 1936 года король Георг VI даровал своему старшему брату Эдуарду титул герцога Виндзора с титулом «Его королевское высочество». 3 мая 1937 года завершился бракоразводный процесс Симпсон, который остался почти незамеченным в прессе: только газета The Times опубликовала небольшую заметку, поместив её под не совсем точным репортажем об отъезде герцога из Австрии. 3 июня 1937 года Эдуард и Уоллис поженились во Франции: хотя она приняла титул герцогини Виндзор, Георг VI к неудовольствию Эдуарда, выпустил жалованную грамоту, в которой отверг её права на титул Её королевского высочества. Супруги осели во Франции: герцог получал от брата не облагаемое налогом денежное пособие, писал мемуары и занимался подпольной валютной спекуляцией. Также он получил прибыль от продажи замка Балморал и Садрингемского дворца Георгу VI: оба поместья были собственностью Эдуарда, а не частью собственности королевской семьи, поэтому вне зависимости от факта отречения оставались за бывшим монархом.
По мнению сторонников Эдуарда (в том числе Дэвида Ллойда Джорджа), его отстранили от трона из-за интриг Болдуина, однако большинство представителей британской элиты восприняло с воодушевлением новость об отречении Эдуарда. Запись в дневнике канадского премьера Маккензи Кинга от 8 декабря 1936 года гласила, что из-за образа жизни, который годами вёл Эдуард, его чувство объективности было сильно подорвано, а уже после отречения Эдуарда Кинг записал, что если Эдуард и был таков на самом деле, то ему больше не стоит пытаться вернуться на трон. Личный секретарь Эдуарда Алан Ласеллс в начале 1927 года и вовсе признался Болдуину в разговоре, что лучшим для Эдуарда и для страны было бы «сломать себе шею». Занимавший должность посла в Великобритании Иоахим фон Риббентроп в разговоре с Вальтером Шелленбергом заявил, что причиной отречения были прогерманские взгляды Эдуарда: тот факт, что он был «человеком, в наибольшей степени мыслящим социальными и правовыми категориями», был невыносимым для британской элиты, и она «при помощи устаревшего церемониала» лишила Эдуарда престола.
В октябре 1937 года герцог и герцогиня, вопреки советам британского правительства, отправились в путешествие по Германии и встретились с Адольфом Гитлером в его резиденции Оберзальцберг. Этот визит получил широкое освещение в германской прессе, а во время визита герцог Виндзор даже отдал нацистское приветствие. По словам британских историков, на беседу фюрер взял переводчика, хотя Эдуард, свободно говоривший на немецком, тщетно пытался убедить переводчиков уйти. 13 декабря 1966 года в газетах New York Daily News и Chicago Tribune вышла статья авторства герцога, в которой он вспоминал свою встречу с Гитлером в 1937 году. По словам Эдуарда, в том разговоре фюрер пытался убедить его в том, что Великобритания должна поддержать поход Германии на восток, чтобы покончить с коммунистической угрозой. Герцог признался, что рассчитывал на то, что Британия «отсидится за оградой» в случае гипотетической войны между СССР и Германией и будет выжидать, пока обе стороны ослабят друг друга.
В сентябре 1939 года, после начала Второй мировой войны Эдуарда включили в состав британской военной миссии во Франции. В феврале 1940 года немецкий посол в Гааге Юлиус фон Цех-Буркерсрода заявил, что Эдуард сдал немцам военные планы союзников по обороне Бельгии: у британской разведки, по некоторым данным, были подтверждения того, что Эдуард выдал немцам дислокацию союзных войск и французских укрепрайонов. В мае того же года после вторжения немцев во Францию герцог и герцогиня бежали в Лиссабон.
В июле 1940 года Вальтер Шелленберг возглавил операцию «Вилли», в ходе которой немцы должны были вынудить герцога покинуть Португалию, а при необходимости — похитить его. В похищении герцога был заинтересован лично фюрер: Эдуарду предполагалось предоставить огромные дотации и переезд в любую нейтральную страну в обмен на разрыв отношений с королевской семьёй. Однако Рейнхард Гейдрих в личном разговоре с Шелленбергом выразил сомнения в целесообразности и успешности этой операции. Лорд Кэлдкот предупредил Черчилля, что герцога считают прогитлеровски настроенным и он может оказаться фигурантом заговора, в ответ на это Черчилль пригрозил отдать Эдуарда под трибунал, если тот не вернётся в Великобританию. Вскоре Шелленбергу пришла телеграмма с требованием от фюрера немедленно приступить к похищению, однако Шелленберг так и не решился ничего предпринимать. Эдуард покинул Португалию и в том же месяце был назначен на пост губернатора Багамских островов. Несмотря на провал операции, Гитлер признал, что отказ Шелленберга от похищения был наиболее разумным решением.
Рассекреченные документы ФБР свидетельствовали о том, что Эдуард рассчитывал в случае победы немцев в войне попытаться вернуться на британский трон. В частности, утверждалось, что в разговоре с португальским банкиром, являвшимся одновременно агентом абвера, Эдуард заявил буквально следующее:

Когда закончится война, а Гитлер раздавит американцев […] мы заберём своё […] Они [британцы] не хотят меня видеть на троне, но я вернусь и стану их лидером […] В мире произошла бы великая трагедия, если бы Гитлера свергли.
Оригинальный текст (англ.)After the war is over and Hitler will crush the Americans ... we'll take over ... They [the British] don't want me as their king, but I'll be back as their leader [...] It would be a tragic thing for the world if Hitler was overthrown.

В обществе укрепилось мнение, что герцог и герцогиня поддерживали нацистов и что от трона в 1936 году отрёкся человек, у которого были радикальные политические взгляды. Слухи о том, что отречение состоялось под воздействием угроз или по причине заговора, считаются всё ещё спекулятивными. Филипп Уильямсон полагает, что причиной тому служил тот факт, что воззрения 1936 года, утратившие свою силу в обществе, не объясняют уход короля с политической сцены. Сам Эдуард после войны писал в своих мемуарах, что восхищался немцами и ораторскими талантами Гитлера, но никогда не поддерживал нацистов.
После войны Виндзоры вернулись во Францию, где провели остаток своей совместной жизни, а Эдуард не занимал более никаких официальных постов до своей смерти в 1972 году.

## Комментарии
1. ↑  Акт об отречении был подписан 10 декабря и вступил в законную силу на следующий день 11 декабря. Парламент Южноафриканского союза одобрил отречение задним числом, 10 декабря. Ирландское Свободное государство признало отречение 12 декабря[1].
2. ↑  Об упоминании слухов в дневнике Вулф пишет, в частности, Сьюзан Уильямс[28]. Сама Вулф приводила услышанный ей в продуктовом магазине разговор от 7 декабря, где прозвучала фраза: «Мы не можем принять Симпсон в качестве королевы. Из неё такой же член королевской семьи, как я или ты» (англ. We can’t have a woman Simpson for queen… She’s no more royal than you or me.)[29]. В книге «The Moment and Other Essays», опубликованной в 1947 году, уже смерти Вулф, также встречается фраза: «Однако за последние несколько лет этой великой Викторианской мечте был нанесён определённый ущерб» (англ. The last few years, however, have done some damage to this great Victorian dream). В журнале «Humanities» Денни Хейтман предположил, что под словом «ущерб» (англ. damage) подразумевался скандал с Уоллис Симпсон[30].
3. ↑  Хотя король Англии Генрих VIII повторно женился ещё до смерти двух своих предыдущих супруг, подобные браки не признавались действительными по каноническому праву и были аннулированы[47]. Разводы были разрешены официально Актом о супружеских отношениях[англ.] в 1857 году, однако не признавались церковью. При аннулировании брака человек признавался не состоявшим никогда в браке[48].
4. ↑  В частности, так заявил Имон де Валера[66].
5. ↑  С его слов, это было возможно при условии, что «будет найдена реальная возможность среди этих направлений» (англ. some solution along these lines were found to be practicable), но в целом «следует руководствоваться решением правительства метрополии» (англ. would be guided by the decision of the Home government)[69].
6. ↑  Ich Dien — официальный девиз принца Уэльского, изображаемый на его гербе[англ.][88].
7. ↑  По одному экземпляру направлялось каждому доминиону Британской империи, ещё один отправлялся в Британскую Индию, также по одному экземпляру было отправлено на имена премьер-министра Великобритании, Палаты общин и Палаты лордов[101].